# Marcillac-Lanville
Pour les articles homonymes, voir Marcillac.
Marcillac-Lanville est une commune du Sud-Ouest de la France, située dans le département de la Charente (région Nouvelle-Aquitaine).

## Géographie

### Localisation et accès
La commune de Marcillac-Lanville, commune du Pays d'Aigre, est située à 25 km au nord d'Angoulême et 5 km kilomètres au sud d'Aigre, chef-lieu de son canton. Elle est au bord de la Charente, sur sa rive droite.
Marcillac-Lanville est aussi à 10 km de Rouillac, 11 km de Montignac, 13 km de Mansle et 25 km de Ruffec.
La D 737, route d'Angoulême à Niort par Montignac et Aigre, traverse la commune ainsi que les bourgs de Marcillac et Lanville. Elle franchit la Charente par un pont en pierre qui porte localement le nom du "Grand pont entre La Chapelle et Marcillac-Lanville". La D 736, entre Rouillac et Ruffec, traverse aussi la commune et passe à 1,5 km au nord-ouest du bourg.
La gare la plus proche est celle de Luxé, à 8 km, desservie par des TER à destination d'Angoulême, Poitiers et Bordeaux.

### Hameaux et lieux-dits
Le village de Lanville est situé à 0,4 km au nord du bourg de Marcillac, et comprend l'église abbatiale.
La commune compte quelques hameaux importants, comme Germeville à l'ouest, et Aizet au nord, situé près du bourg d'Aigre. Celui de Saint-Michel est intégré au bourg de Marcillac.

### Communes limitrophes
|          | Aigre              | Fouqueure   |
| Mons     | Marcillac-Lanville | Ambérac     |
| Rouillac | Genac-Bignac       | La Chapelle |

### Géologie et relief
Le sol de la commune est composé de calcaire datant du Jurassique supérieur (Kimméridgien). Une faille orientée nord-ouest sud-est traverse la commune, entre Pont-Roux et le Puy Cerclot. Les vallées de la Charente et de l'Auge sont couvertes d'alluvions récentes datant du Quaternaire (limon, sable, tourbe). On trouve aussi une zone de colluvions calcaires à l'ouest de Lanville,,.
Le relief de la commune est celui d'un plateau compris entre trois vallées. Les hauteurs sont situées au nord-est. Le point culminant est à une altitude de 136 m, situé à l'est de Lanville. Le point le plus bas est à 47 m, situé le long de la Charente sur la limite sud. Le bourg de Marcillac, construit sur une légère élévation au confluent de l'Auge et de la Charente, est à 65 m d'altitude.

### Hydrographie

#### Réseau hydrographique

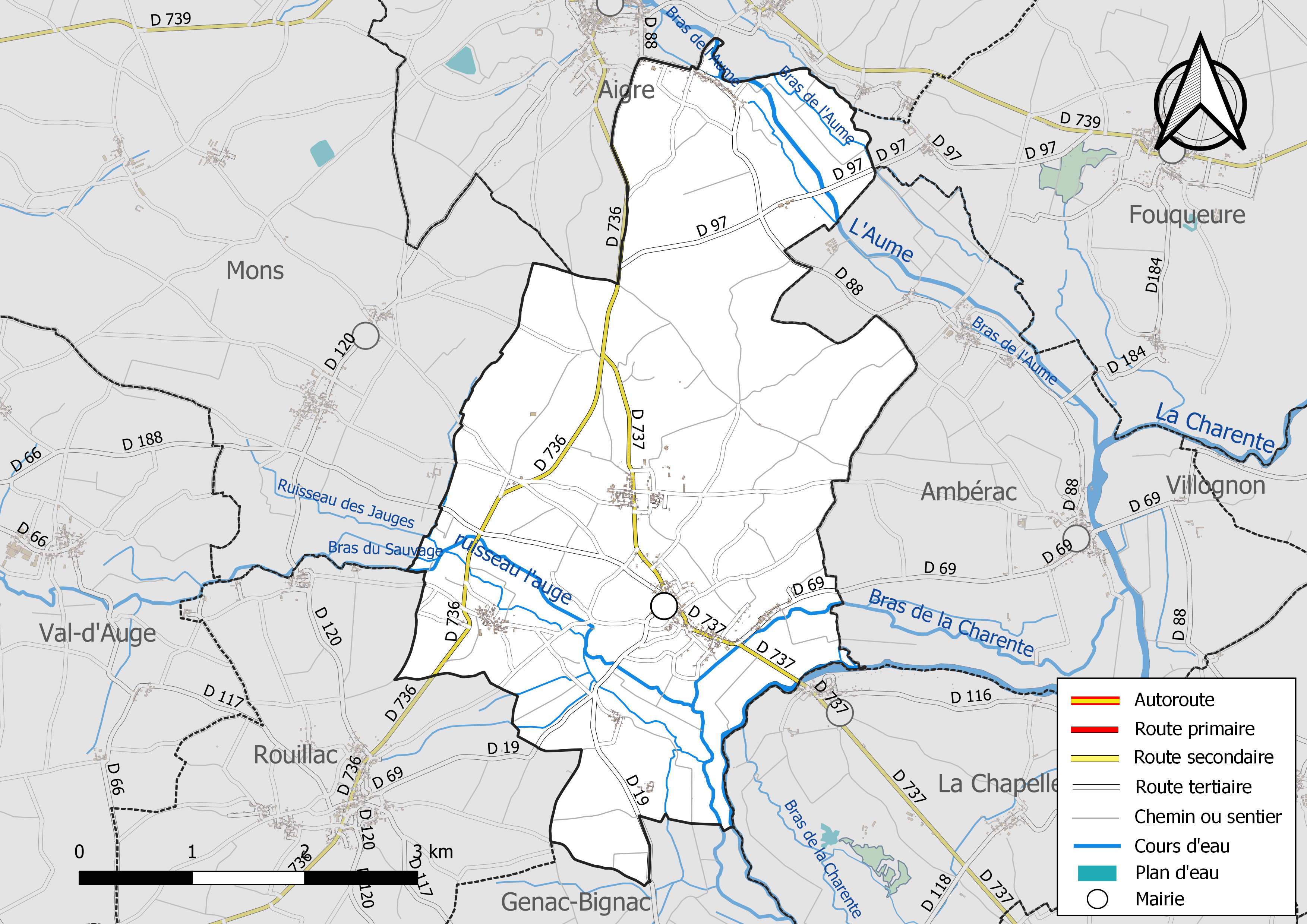
Réseaux hydrographique et routier de Marcillac-Lanville.

La commune est située dans le bassin versant de la Charente au sein du Bassin Adour-Garonne. Elle est drainée par la Charente, l'Aume, le ruisseau l'auge, le ruisseau des Jauges et par divers petits cours d'eau, qui constituent un réseau hydrographique de 20 km de longueur totale,.
La commune de Marcillac-Lanville est bordée dans sa partie orientale par la Charente dont elle occupe la tête d'un vaste méandre où le fleuve prend une orientation vers l'ouest avant de reprendre sa course vers le sud.
L'Aume, affluent de la Charente arrosant Aigre, traverse le nord de la commune où elle est canalisée entre deux digues.
L'Auge, ruisseau descendant d'Auge-Saint-Médard et appelé le Sauvage dans cette commune, se jette dans la Charente au sud du bourg de Marcillac.
La Charente comme l'Auge de divisent en de nombreux bras.
On trouve aussi quelques fontaines, principalement près de Lanville comme la Fontaine Saint-Maur, mais aussi la Font Dutreuil au nord-est, et la Fontaine des Gazons et le Puits Devin au nord.

#### Gestion des eaux
Le territoire communal est couvert par le schéma d'aménagement et de gestion des eaux (SAGE) « Charente ». Ce document de planification, dont le territoire correspond au bassin de la Charente, d'une superficie de 9 300 km2, a été approuvé le 19 novembre 2019. La structure porteuse de l'élaboration et de la mise en œuvre est l'établissement public territorial de bassin Charente. Il définit sur son territoire les objectifs généraux d’utilisation, de mise en valeur et de protection quantitative et qualitative des ressources en eau superficielle et souterraine, en respect des objectifs de qualité définis dans le troisième SDAGE  du Bassin Adour-Garonne qui couvre la période 2022-2027, approuvé le 10 mars 2022.

### Climat
Comme dans les trois quarts sud et ouest du département, le climat est océanique aquitain.

## Urbanisme

### Typologie
Au 1er janvier 2024, Marcillac-Lanville est catégorisée commune rurale à habitat dispersé, selon la nouvelle grille communale de densité à 7 niveaux définie par l'Insee en 2022.
Elle est située hors unité urbaine et hors attraction des villes,.

### Occupation des sols
L'occupation des sols de la commune, telle qu'elle ressort de la base de données européenne d’occupation biophysique des sols Corine Land Cover (CLC), est marquée par l'importance des territoires agricoles (92,6 % en 2018), une proportion sensiblement équivalente à celle de 1990 (91,9 %). La répartition détaillée en 2018 est la suivante : 
terres arables (72,8 %), zones agricoles hétérogènes (14,7 %), zones urbanisées (4,7 %), prairies (4,7 %), forêts (2,7 %), cultures permanentes (0,3 %). L'évolution de l’occupation des sols de la commune et de ses infrastructures peut être observée sur les différentes représentations cartographiques du territoire : la carte de Cassini (XVIIIe siècle), la carte d'état-major (1820-1866) et les cartes ou photos aériennes de l'IGN pour la période actuelle (1950 à aujourd'hui).

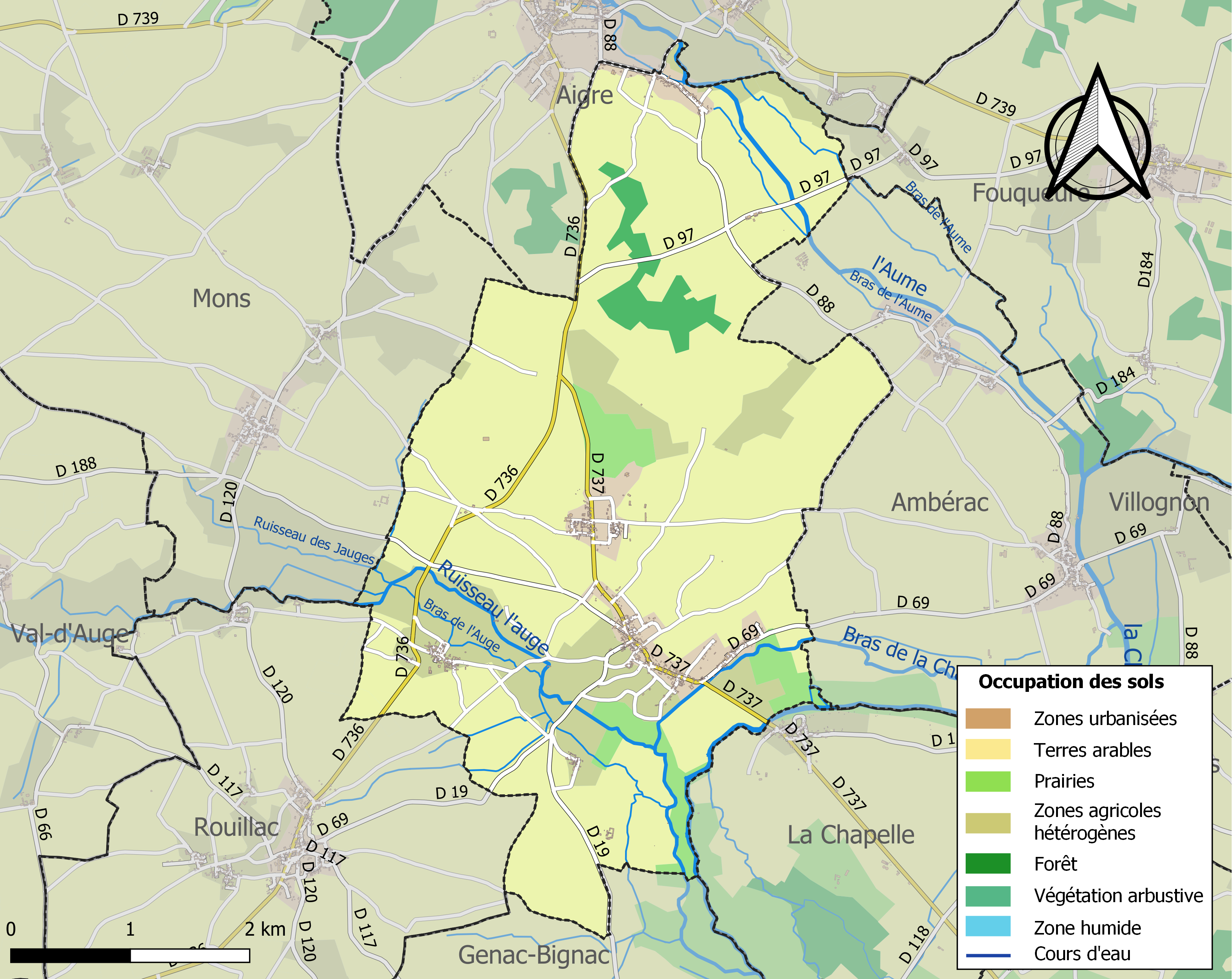
Carte des infrastructures et de l'occupation des sols de la commune en 2018 (CLC).

### Risques majeurs
Le territoire de la commune de Marcillac-Lanville est vulnérable à différents aléas naturels : météorologiques (tempête, orage, neige, grand froid, canicule ou sécheresse), inondations, mouvements de terrains et séisme (sismicité modérée). Un site publié par le BRGM permet d'évaluer simplement et rapidement les risques d'un bien localisé soit par son adresse soit par le numéro de sa parcelle.
Certaines parties du territoire communal sont susceptibles d’être affectées par le risque d’inondation par débordement de cours d'eau, notamment la Charente, l'Aume et le ruisseau l'Auge   . La commune a été reconnue en état de catastrophe naturelle au titre des dommages causés par les inondations et coulées de boue survenues en 1982, 1987, 1993, 1999 et 2021,.

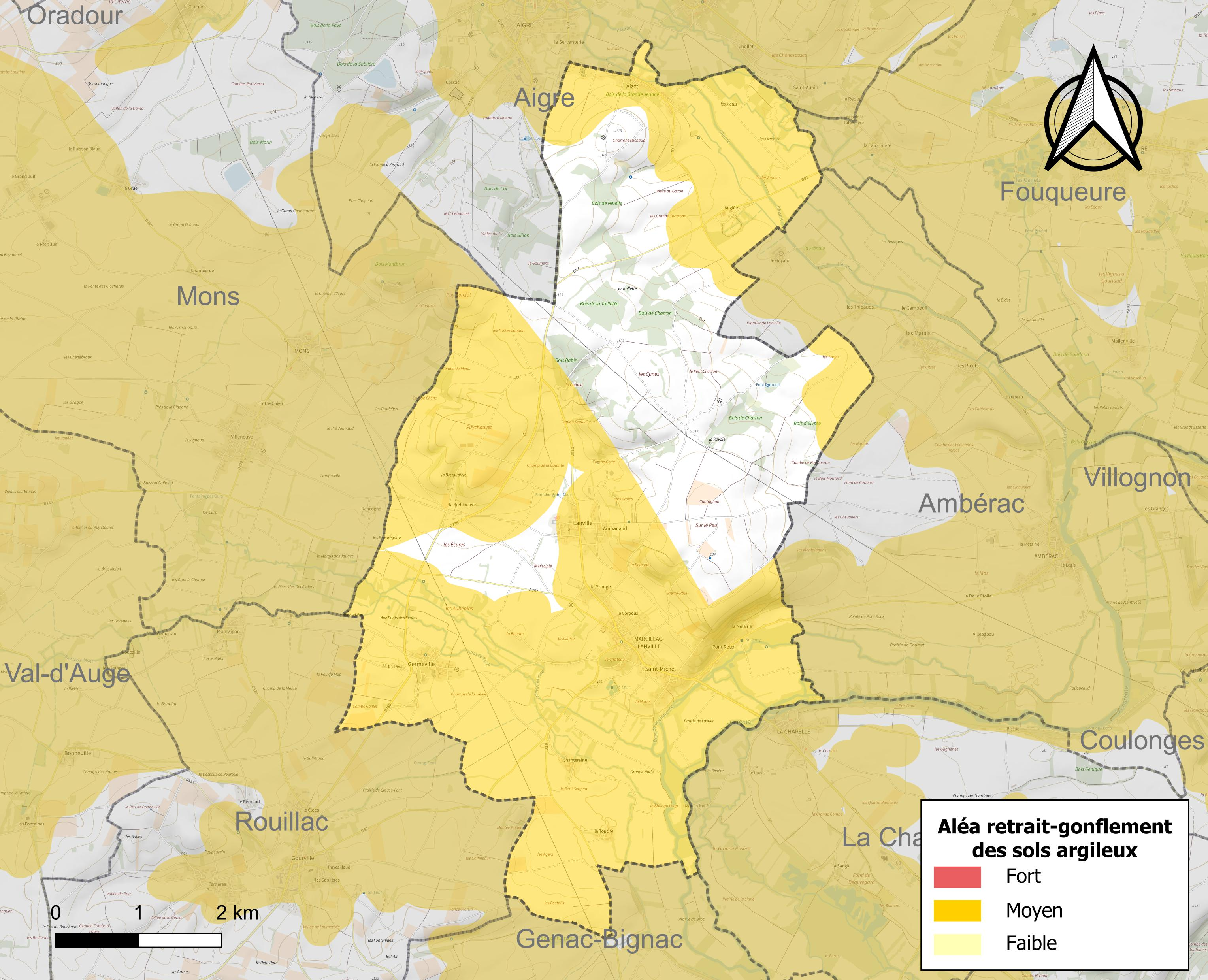
Carte des zones d'aléa retrait-gonflement des sols argileux de Marcillac-Lanville.

Les mouvements de terrains susceptibles de se produire sur la commune sont des glissements de terrain.
Le retrait-gonflement des sols argileux est susceptible d'engendrer des dommages importants aux bâtiments en cas d’alternance de périodes de sécheresse et de pluie. 69 % de la superficie communale est en aléa moyen ou fort (67,4 % au niveau départemental et 48,5 % au niveau national). Sur les 373 bâtiments dénombrés sur la commune en 2019, 372 sont en aléa moyen ou fort, soit 100 %, à comparer aux 81 % au niveau départemental et 54 % au niveau national. Une cartographie de l'exposition du territoire national au retrait gonflement des sols argileux est disponible sur le site du BRGM,.
Par ailleurs, afin de mieux appréhender le risque d’affaissement de terrain, l'inventaire national des cavités souterraines permet de localiser celles situées sur la commune.
Concernant les mouvements de terrains, la commune a été reconnue en état de catastrophe naturelle au titre des dommages causés par des mouvements de terrain en 1999.

## Toponymie
Le nom de Marcillac est attesté sous Les formes vicaria Martiliacensi, vicaria Martiliaco, Marciliaco en 1274, Marchiliaco au XIIIe siècle.
Les formes anciennes de Lanville sont Allevilla (prior Allevillae) vers 1140, Alanvilla, Anlavilla au XIIIe siècle, Aulaevilla.
L'origine du nom de Marcillac remonterait à un nom de personne latin Marcellius, Marcilius ou Martilius auquel est apposé le suffixe -acum, ce qui correspondrait à Marciliacum, « domaine de Marcilius »,.
Marcillac est à peine au sud de la limite des noms en -ac (dans le Sud de la France) et des noms en -é, -ay ou -y (dans le Nord), qui traverse la France d'ouest en est et le nord-ouest du département de la Charente entre Rouillac/Montigné et Bernac/Londigny.
L'origine du nom de Lanville remonterait à un nom de personne germanique Alla auquel est apposé le suffixe latin -villa, « domaine »,.
Les noms en -ville en Charente, fréquents entre Barbezieux et Aigre, seraient issus des implantations franques après le VIe siècle en Aquitaine, comme au sud-est de Toulouse.

## Histoire

### Marcillac
Le comte Vulgrin Ier fit construire vers 867 le château fort de Marcillac pour défendre la vallée de la Charente des raids des Vikings. Il le confie à son gendre, le vicomte Ramnoul, dont les descendants auront Marcillac aux IXe – XIe siècles, puis Ruffec à partir du XIe siècle.
La terre de Marcillac fait directement partie du domaine des comtes d'Angoulême jusque vers la fin du XIe siècle, époque à laquelle elle passe à la famille de Rancon (de plus, Geoffroy III ou IV de Rancon épouse peut-être Isabelle, fille de Guillaume VI Taillefer d'Angoulême, dans la 2e moitié du XIIe siècle).
Marcillac fut une des six vigueries de l'Angoumois. La haute justice de Marcillac rendait jugements pour les fiefs d'Aigre, Barbezières, Ébréon, Fouqueure, Marcillac, Oradour, Villejésus, Verdille et Ranville.
La seigneurie de Marcillac, est attestée vers 1150 comme un lieu de péage sur le transport du sel en Angoumois, au point de franchissement de la Charente.
En 1178, Richard, le futur Cœur de Lion, met le siège devant le château de Marcillac et s'en empare. Devenu roi d'Angleterre, il revient en Angoumois en 1194. Durant la guerre de Cent Ans le château et l'église de Marcillac sont détruits.
Vers 1258/1259 meurt Geoffroy IV ou V de Rancon le Vieux, probable fils de Geoffroy III-IV et seigneur prince de Marcillac ; dès 1263 son jeune fils Guillaume V ou VI le Jeune disparaît sans postérité. Marcillac passe alors à la descendance féminine de Guillaume IV de Rancon, plus précisément à l'une de ses filles ou plutôt petites-filles (peut-être nommée Jeanne, née vers 1240-† en 1302), mariée à Guillaume III ou IV de Sainte-Maure : la famille de Sainte-Maure hérite donc de Marcillac qu'elle transmet ensuite à la Maison de Craon (Amaury III de Craon épouse en premières noces en 1301 Isabelle de Sainte-Maure, arrière-petite-fille de Jeanne de Rancon de Marcillac et de Guillaume III ou IV de Sainte-Maure), qui le gardera jusqu'au début du XVe siècle.
Le mariage de Marguerite de Craon, arrière-arrière-petite-fille d'Isabelle de Sainte-Maure et d'Amaury III de Craon, avec Guy VIII de La Rochefoucauld à la fin du XIVe siècle, fait passer Marcillac aux La Rochefoucauld qui conserveront cette terre jusqu'en 1790, ainsi que le titre de prince de Marcillac. En effet, à partir de 1517, l'aîné de la famille est autorisé par le roi François Ier à porter ce titre.
Le château de Marcillac est rebâti par Jean de la Rochefoucauld au milieu du XVe siècle mais il est victime des guerres de Religion et du manque d'entretien. Il n'en reste actuellement qu'une motte féodale.
Sous l'Ancien Régime, le fief de Marcillac formait une enclave du Poitou en Angoumois aux limites mal définies, mais qui s'étendait au moins sur les quatre paroisses de Marcillac, Lanville, Mons et Barbezières. C'était une châtellenie dépendant de l'élection de Cognac, de la généralité de La Rochelle et du diocèse d'Angoulême. Marcillac relevait de l'évêché, et pour une petite partie, de l'abbaye de Saint-Cybard. À différentes reprises entre le XVIe et XVIIIe siècles, l'évêché eut à lutter contre les seigneurs de La Rochefoucauld qui tentaient de faire passer au roi l'hommage dû pour Marcillac, ce qui fut le cas entre 1740 et 1765.
Le titre de principauté que portait cette châtellenie depuis le XVIe siècle ne fut jamais consacré par aucune lettre royale et représentait simplement une prétention, fréquente à cette époque et aux siècles suivants, chez les possesseurs de grands fiefs de la région.
D'importantes foires se tenaient dans le bourg de Marcillac le 11 de chaque mois.
Les plus anciens registres paroissiaux remontent à 1586, ce qui en fait un des plus précieux fonds d'archives communales de Charente.
D'après ces registres, une épidémie de peste en 1632 a fait 55 victimes en six mois.

### Lanville

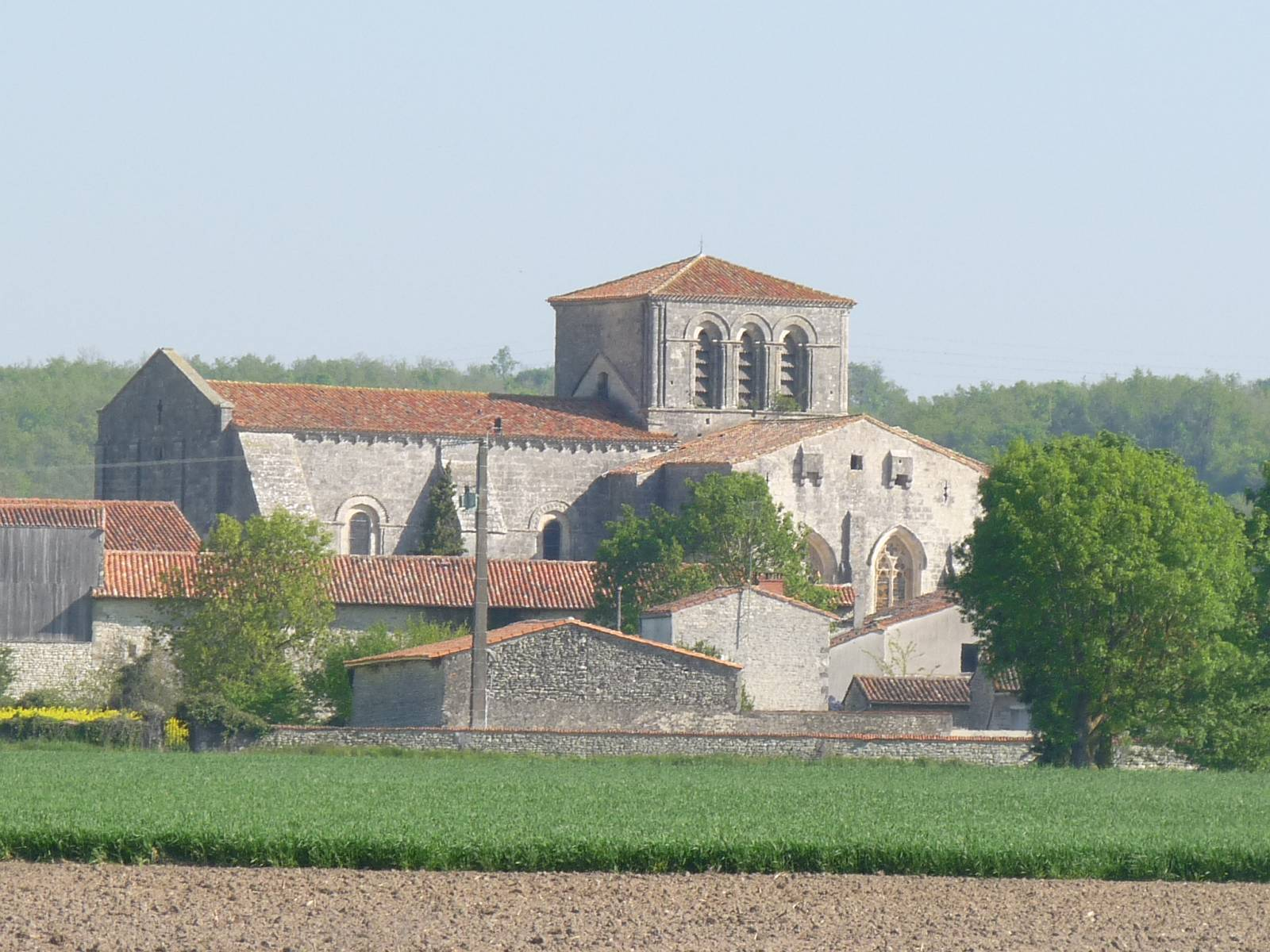
L'église fortifiée du prieuré.

Le prieuré de Lanville, à sa fondation, dépendait de l'abbaye Saint-Cybard d'Angoulême. On sait qu'en 1120 il était soumis à la règle de saint Augustin et placé sous l'invocation de Notre-Dame. Il a été fortifié et durant la guerre de Cent Ans, seul son cloître a été touché mais durant les guerres de Religion, ses bâtiments sont très endommagés en 1568. Il est relevé et uni à l'abbaye Sainte-Geneviève du Mont, à Paris, en 1659.
Au Moyen Âge, principalement aux XIIe et XIIIe siècles, Lanville se trouvait sur une variante nord-sud de la via Turonensis, itinéraire du pèlerinage de Saint-Jacques-de-Compostelle qui passait par Nanteuil-en-Vallée, Tusson, Saint-Amant-de-Boixe, Angoulême, Mouthiers, Blanzac et Aubeterre.
Au milieu du XVIIe siècle, les paroisses de Marcillac et de Lanville sont réunies. En effet, la paroisse de Marcillac eut du mal à se relever de la guerre de Cent Ans. Son église Saint-Michel ne fut jamais reconstruite, et la paroisse ne fut reconstituée que pendant un siècle, avant d'être rattachée à Lanville.
Au XVIIIe siècle, le prieuré n'a plus que peu de revenus.

## Administration

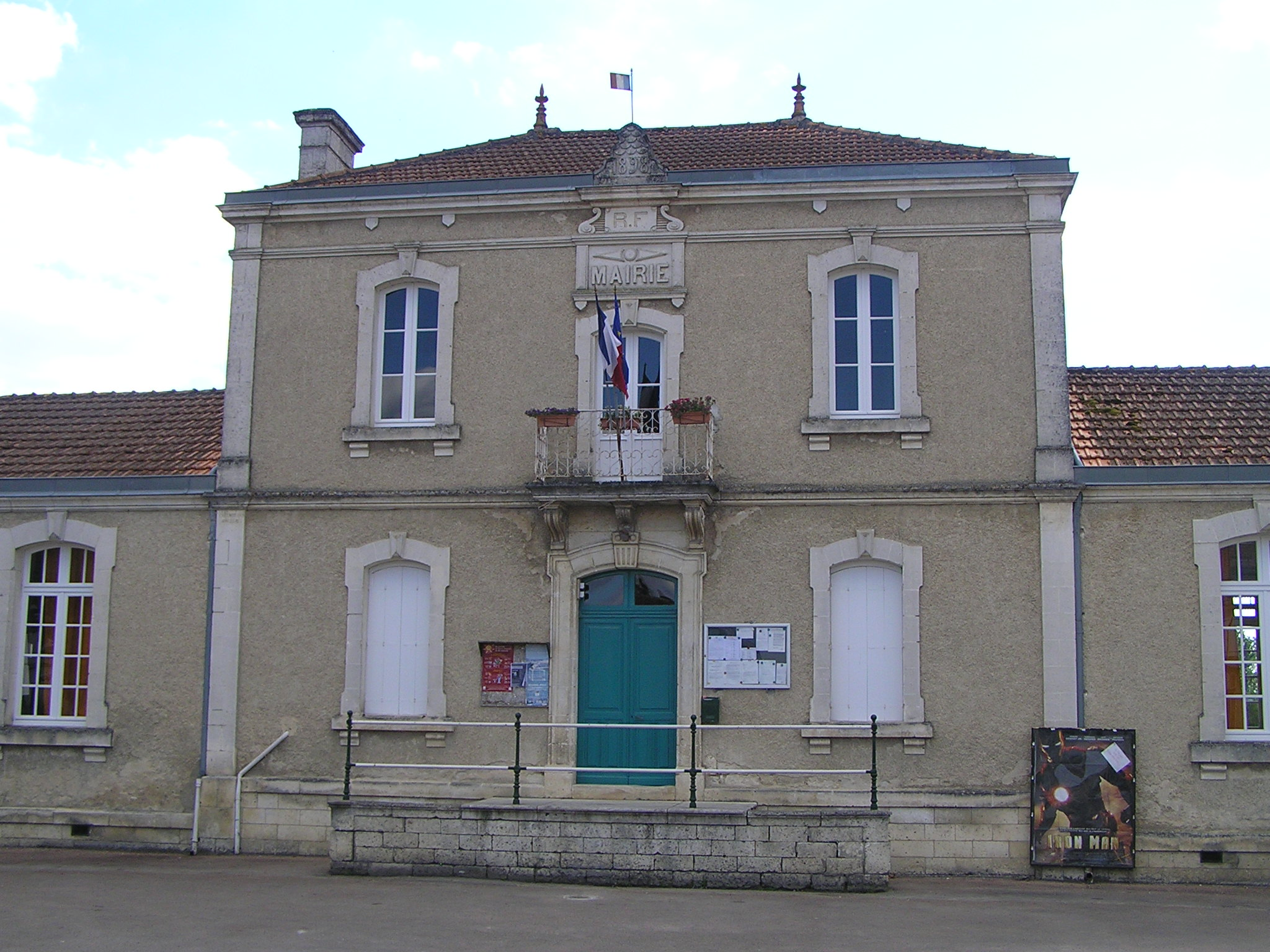
La mairie.

En 1793 Marcillac-Lanville est chef-lieu de canton mais en 1801 la commune perd ce statut, elle est rattachée au canton de Rouillac, puis au canton de Val de Nouère en 2015.
| Période                                  | Période  | Identité       | Étiquette | Qualité               |
| ---------------------------------------- | -------- | -------------- | --------- | --------------------- |
| Les données manquantes sont à compléter. |          |                |           |                       |
|                                          |          |                |           |                       |
| avant 1988                               | ?        | Pierre Loizeau |           |                       |
| depuis 2001                              | En cours | Yves Jean      | SE        | Retraité de la banque |

### Fiscalité
La fiscalité est d'un taux de 24,09 % sur le bâti, 48,47 % sur le non bâti, et 10,07 % pour la taxe d'habitation (chiffres 2007).
La communauté de communes de Rouillac prélève 10,80 % de taxe professionnelle.

## Démographie

### Évolution démographique
L'évolution du nombre d'habitants est connue à travers les recensements de la population effectués dans la commune depuis 1793. Pour les communes de moins de 10 000 habitants, une enquête de recensement portant sur toute la population est réalisée tous les cinq ans, les populations de référence des années intermédiaires étant quant à elles estimées par interpolation ou extrapolation. Pour la commune, le premier recensement exhaustif entrant dans le cadre du nouveau dispositif a été réalisé en 2007.

En 2022, la commune comptait 509 habitants, en évolution de −5,04 % par rapport à 2016 (Charente : −0,48 %, France hors Mayotte : +2,11 %).
| 1793  | 1800  | 1806  | 1821  | 1831  | 1841  | 1846  | 1851  | 1856  |
| ----- | ----- | ----- | ----- | ----- | ----- | ----- | ----- | ----- |
| 1 244 | 1 311 | 1 402 | 1 445 | 1 518 | 1 507 | 1 516 | 1 437 | 1 402 |

| 1861  | 1866  | 1872  | 1876  | 1881  | 1886  | 1891  | 1896  | 1901  |
| ----- | ----- | ----- | ----- | ----- | ----- | ----- | ----- | ----- |
| 1 527 | 1 450 | 1 405 | 1 435 | 1 271 | 1 137 | 1 049 | 1 039 | 1 014 |

| 1906 | 1911 | 1921 | 1926 | 1931 | 1936 | 1946 | 1954 | 1962 |
| ---- | ---- | ---- | ---- | ---- | ---- | ---- | ---- | ---- |
| 991  | 890  | 785  | 714  | 728  | 745  | 675  | 678  | 640  |

| 1968 | 1975 | 1982 | 1990 | 1999 | 2006 | 2007 | 2012 | 2017 |
| ---- | ---- | ---- | ---- | ---- | ---- | ---- | ---- | ---- |
| 564  | 576  | 551  | 534  | 565  | 584  | 588  | 594  | 511  |

| 2022 | - | - | - | - | - | - | - | - |
| ---- | - | - | - | - | - | - | - | - |
| 509  | - | - | - | - | - | - | - | - |

### Pyramide des âges
La population de la commune est relativement âgée.
En 2018, le taux de personnes d'un âge inférieur à 30 ans s'élève à 23 %, soit en dessous de la moyenne départementale (30,2 %). À l'inverse, le taux de personnes d'âge supérieur à 60 ans est de 39,2 % la même année, alors qu'il est de 32,3 % au niveau départemental.
En 2018, la commune comptait 241 hommes pour 261 femmes, soit un taux de 51,99 % de femmes, légèrement supérieur au taux départemental (51,59 %).
Les pyramides des âges de la commune et du département s'établissent comme suit.
| Hommes | Classe d’âge | Femmes |
| ------ | ------------ | ------ |
| 1,6    | 90 ou +      | 3,8    |
| 12,5   | 75-89 ans    | 13,9   |
| 21,2   | 60-74 ans    | 25,0   |
| 24,1   | 45-59 ans    | 21,5   |
| 14,6   | 30-44 ans    | 15,6   |
| 13,3   | 15-29 ans    | 9,6    |
| 12,7   | 0-14 ans     | 10,5   |

| Hommes | Classe d’âge | Femmes |
| ------ | ------------ | ------ |
| 1      | 90 ou +      | 2,7    |
| 9,2    | 75-89 ans    | 12     |
| 20,6   | 60-74 ans    | 21,3   |
| 20,7   | 45-59 ans    | 20,3   |
| 16,8   | 30-44 ans    | 16     |
| 15,6   | 15-29 ans    | 13,4   |
| 16,1   | 0-14 ans     | 14,3   |

### Remarques
Marcillac absorbe Lanville entre 1790 et 1794.

## Économie

### Agriculture
L'agriculture est principalement céréalière. La viticulture occupe une petite partie de l'activité agricole. La commune est classée dans les Fins Bois, dans la zone d'appellation d'origine contrôlée du cognac.

## Équipements, services et vie locale

### Enseignement
L'école est un RPI entre Ambérac et Marcillac-Lanville. Marcillac-Lanville accueille l'école élémentaire, comprenant deux classes, et Ambérac l'école primaire. Le secteur du collège est Aigre.

### Troisième âge
La maison de retraite du Prieuré se trouve à Lanville.

## Lieux et monuments
Le prieuré Notre-Dame de Lanville dont il reste l'église qui est devenu église paroissiale.
L'église est du XIIe siècle, les bâtiments du prieuré et les caves voûtées du XIVe siècle la salle capitulaire et le cloître du prieuré  du XVe siècle, d'autres bâtiments sont du XVIIe siècle.
Ont été classés monument historique le  3 février 1942  les restes de la salle capitulaire et du cloître du prieuré, attenant à l'église  puis le 28 mai 1942 la façade et la toiture du corps de logis situé en fond de cour, et les caves voûtées.

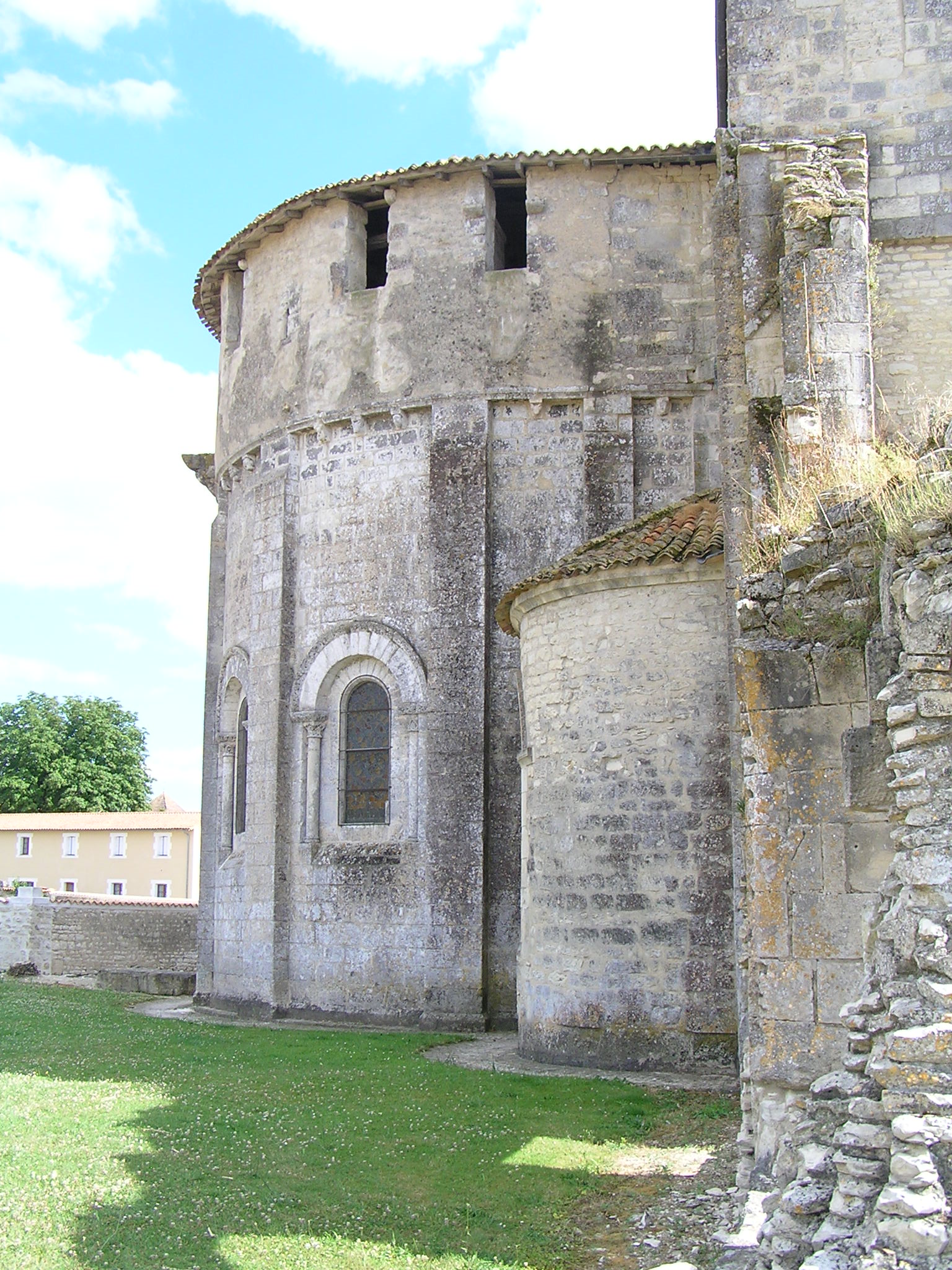
Le chœur,
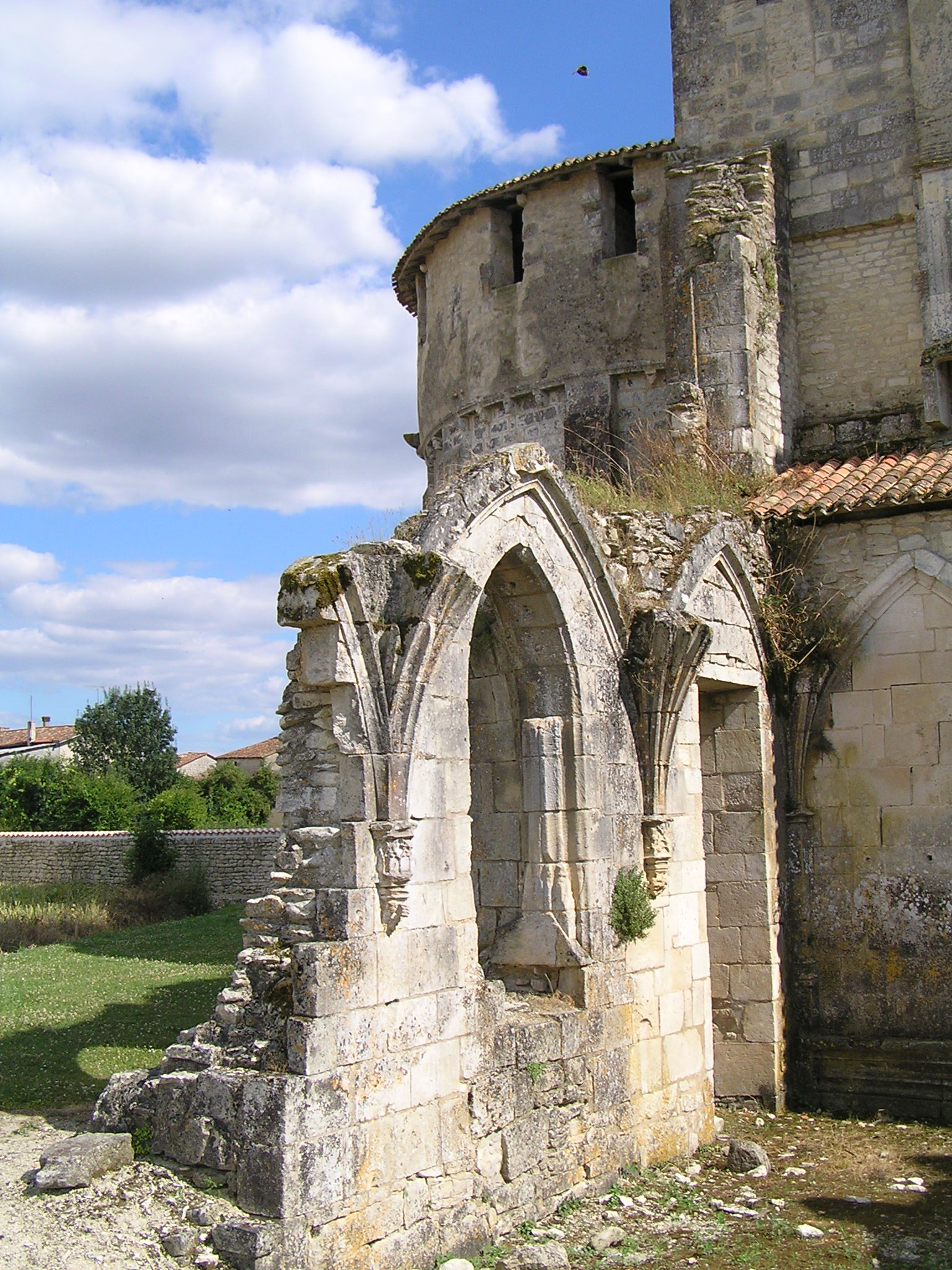
Ruines
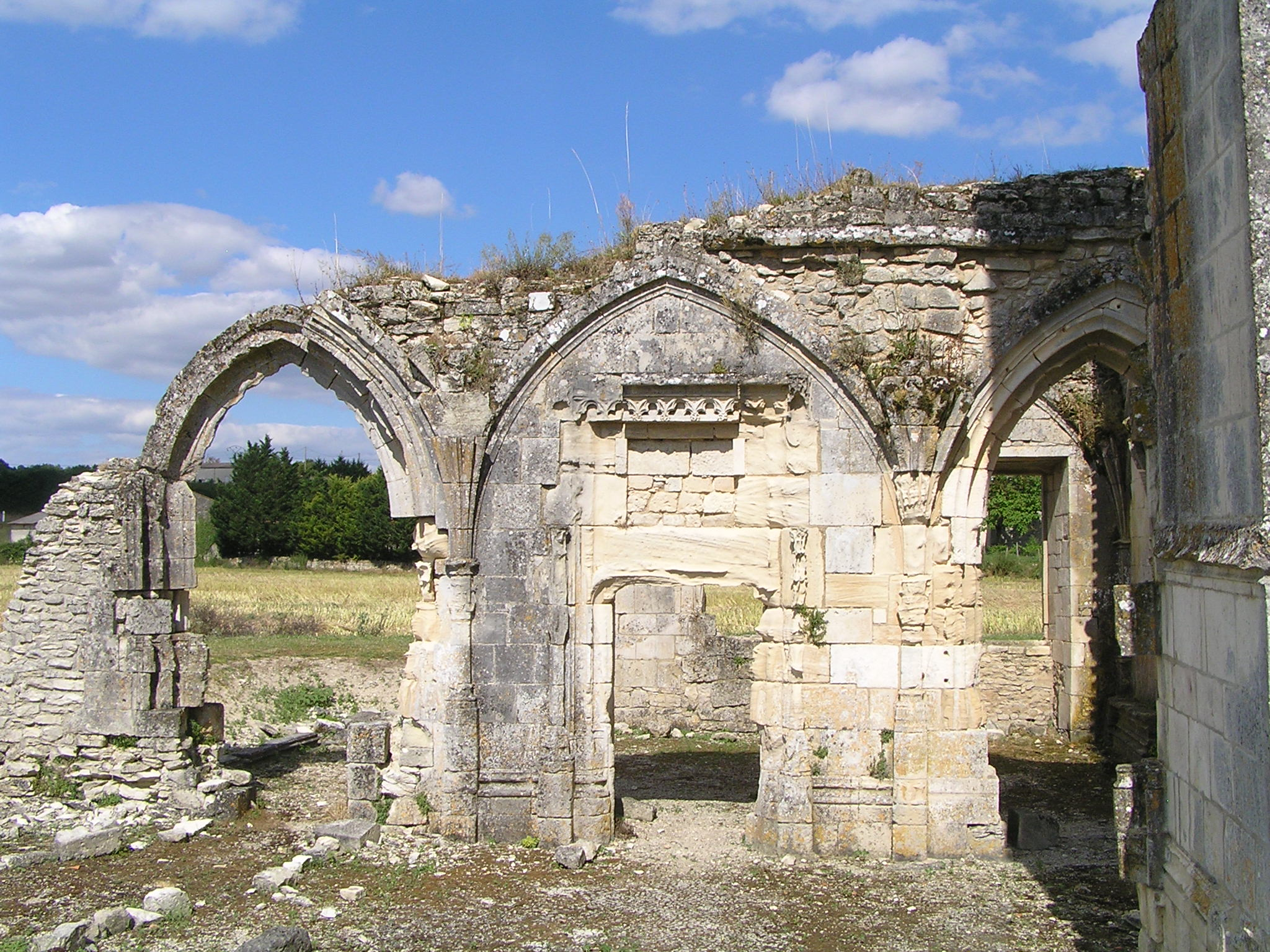
du
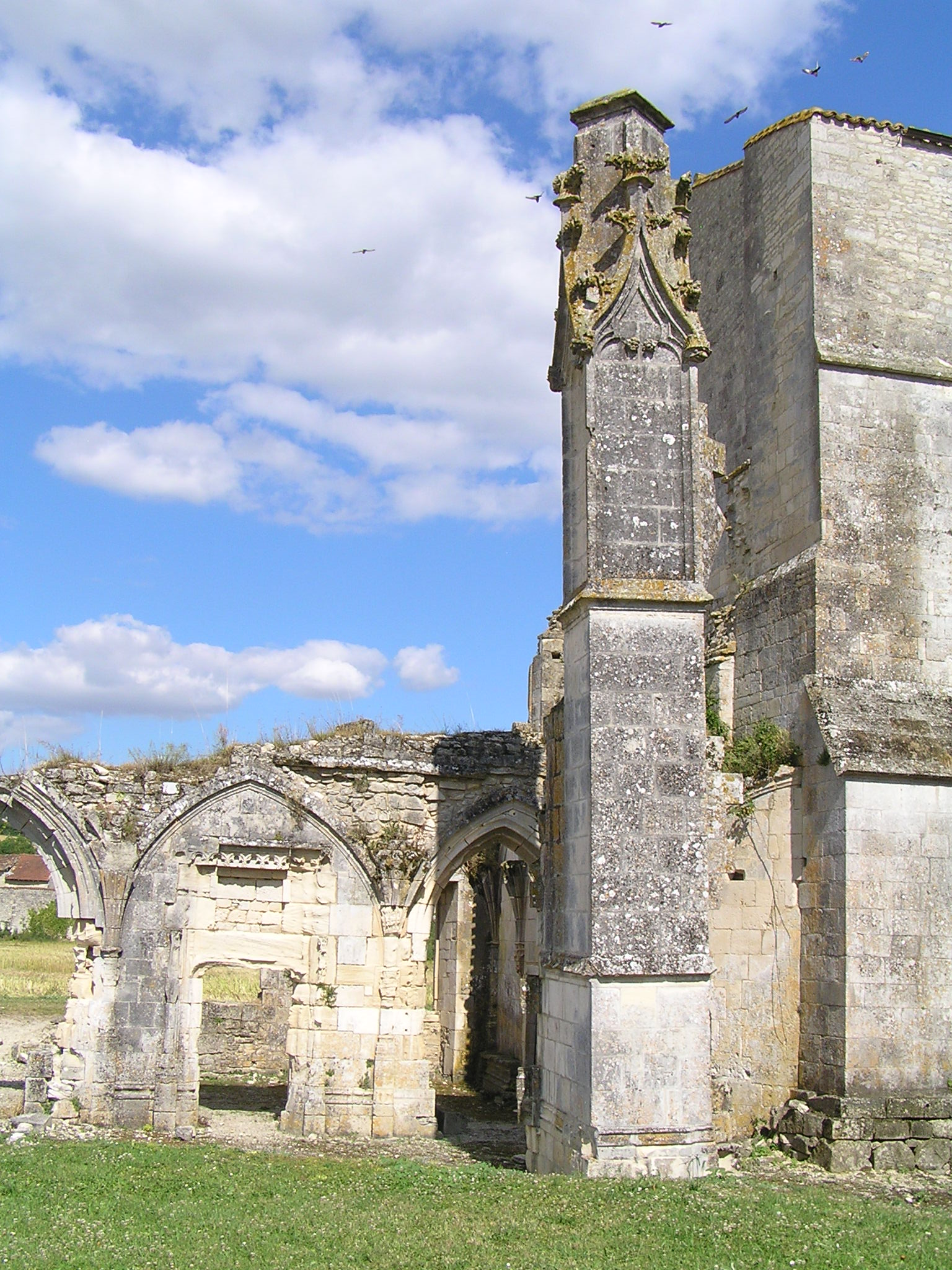
cloître.